# Eugène Sergent
Eugène Michel Sergent, né à Boulogne-sur-Mer, le 19 mai 1829, décédé à Sens, le 15 avril 1900, est un organiste français.

## Biographie
Il étudia avec Jean-Baptiste Guilmant (1793-1890, père d'Alexandre) et Félix Danjou, à qui il succéda à Notre-Dame en 1847 sur l'orgue de Louis-Paul Dallery (1838).

Il fut organiste titulaire de la cathédrale Notre-Dame de Paris durant 53 ans.